# Styrofoam

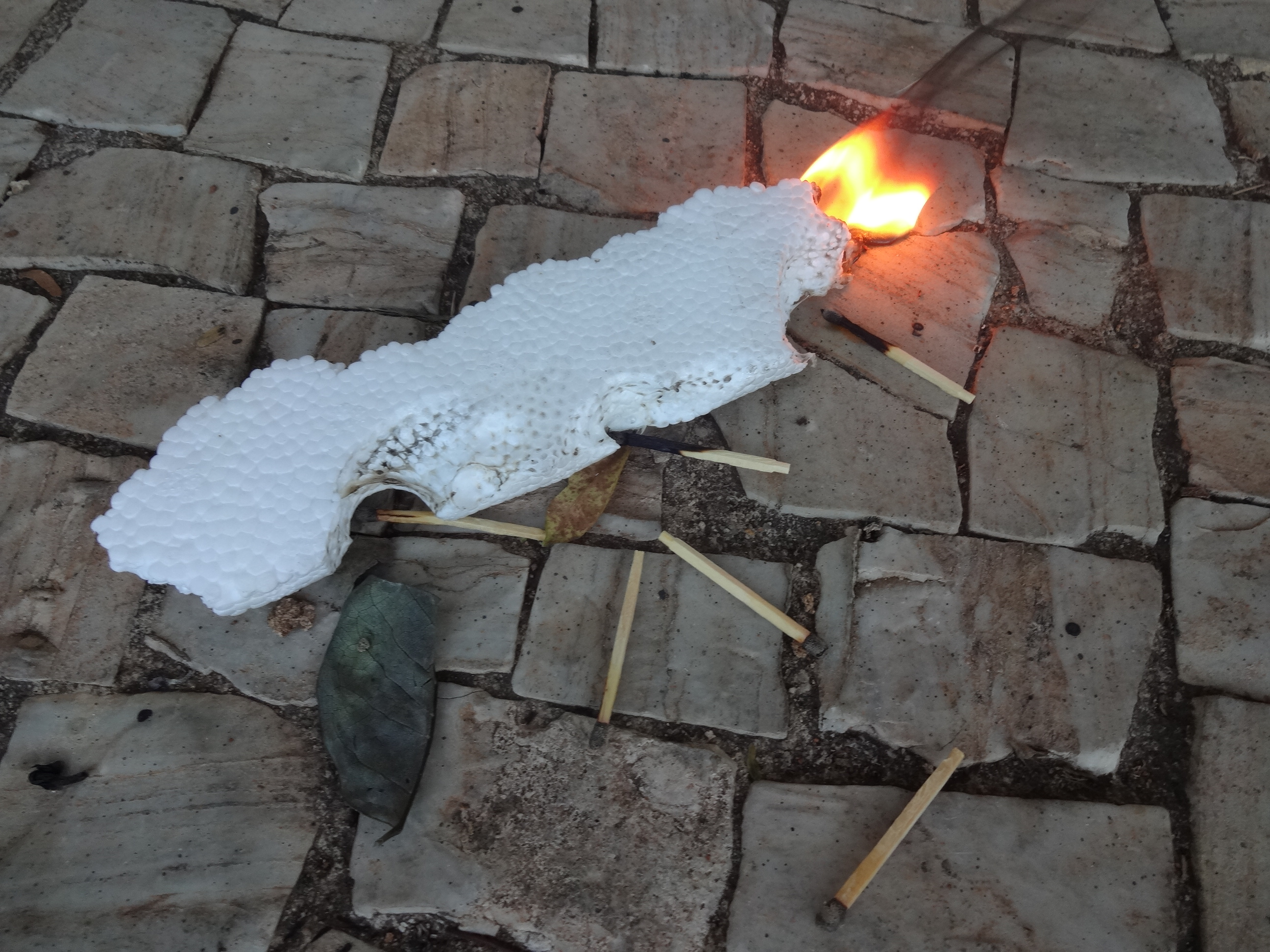
Styrofoam cremant

Styrofoam és una marca marca d'un producte fet a base de cèl·lules tancades  d'escuma de poliestirè extrudit (XPS), generalment anomenada "Blue Board" fabricada com a espuma contínua per a l'aïllament d'edificis. Les plaques s'utilitzen en parets, cobertes i fonaments com a aïllament tèrmic i barrera d'aigua. Aquest material és de color blau clar i és propietat i fabricat per The Dow Chemical Company.
Als Estats Units i el Canadà, l'ús col·loquial de la paraula "poliestirè" es refereix a un altre material que sol ser de color blanc i fabricat amb espuma de poliestirè expandida (no extrudida) ( EPS). S'utilitza sovint en envasos d'aliments, tasses de cafè i com a material d'amortiment en alguns tipus envasos. El terme Styrofoam s'utilitza genèricament com marca comercial tot i que és un material diferent al poliestirè extruït que s'utilitza per al Styrofoam  aïllament.
L'espuma de poliestirè de la marca Styrofoam, que s'utilitza per a aplicacions artesanals, es pot identificar per la seva rugositat i el "cruixit" que es fa quan es talla. A part d'això, és moderablement soluble en molts dissolvents orgànics: acetona cianoacrilat, i els propulsors i dissolvents dels esprais de pintura.

## Història
El 1947, Els investigadors del laboratori de física de química de Dow van trobar la manera de fabricar poliestirè en escuma. Liderats per Ray McIntire, van redescobrir un mètode utilitzat per l'inventor de suec Carl Georg Munters. Dow va obtenir drets exclusius d'utilitzar les patents de Munters i va trobar maneres de fabricar grans quantitats de poliestirè extruït com una escuma de cèl·lules tancades que resisteix la humitat.

## Usos
Styrofoam té diversos usos. Dow produeix materials de construcció "Styrofoam", incloent-hi les varietats d'aïllament dels edificis i d'aïllament de les canonades. El valor R de l'aïllament de poliestirè és de cinc per polzada.
Es pot utilitzar sota carreteres i altres estructures per evitar molèsties del sòl a causa de la congelació i el desgel.
El Styrofoam està compost per un 98% d'aire, el que la fa lleugera i flotant.
Dow també produeix Styrofoam com a panell aïllat estructural per al seu ús per a floristeria i altres productes artesanals. Les plaque de Styrofoam tenen un color blau distintiu. El poliestirè per a aplicacions artesanals està disponible en blanc i en verd.

## Efectes ambientals
L'EPA i l'Agència Internacional per a la Recerca sobre el Càncer consideren que l'estirè és un possible cancerigen humà.